# Mark van Bommel
Mark van Bommel (Maasbracht, 22 de abril de 1977) é um treinador e ex-futebolista neerlandês que atuava como volante. Atualmente comanda o Royal Antwerp FC.

## Clubes
Iniciou sua carreira profissional no Fortuna Sittard quando foi contratado pelo PSV Eindhoven por 2,7 milhões de euros. Atuou depois por Barcelona, Bayern de Munique.
Já foi diversas vezes expulso por entradas maldosas e por fazer "cera", ganhando a fama de ser um jogador sujo. No dia 25 de janeiro de 2011 saiu em transferência livre, para o Milan, com um contrato de meio ano. Após boas atuações que lhe renderam a titularidade no clube rossonero, renovou por mais uma temporada.
Em maio de 2012 anunciou sua volta ao PSV Eindhoven, para, no ano seguinte, aos 36 anos, anunciar sua aposentadoria.

## Seleção Neerlandesa
Pela Seleção Neerlandesa, foi titular nas Copas do Mundo de 2006 e 2010. 

## Treinador
Em janeiro de 2014 iniciou como assistente técnico da Seleção Neerlandesa sub-17. Em 22 de junho de 2018 torna-se o treinador do PSV Eindhoven com vínculo por três temporadas. Levou a equipe ao vice-campeão da Eredivisie de 2018–19. Porém, após 18 meses no cargo, não resistiu a desclassificação da Liga Europa de 2019–20 e a derrota para o Ajax em dezembro de 2019.

## Vida pessoal
É genro de Bert van Marwijk.

## Títulos como jogador
Fortuna Sittard
- Eerste Divisie: 1994–95

PSV Eindhoven
- Eredivisie: 1999–2000, 2000–01, 2002–03 e 2004–05
- Supercopa dos Países Baixos: 2000, 2001, 2003 e 2012
- Copa dos Países Baixos: 2004–05

Barcelona
- Supercopa da Espanha: 2005
- La Liga: 2005–06
- Liga dos Campeões da UEFA: 2005–06

Bayern de Munique
- Copa da Liga Alemã: 2007
- Bundesliga: 2007–08 e 2009–10
- Copa da Alemanha: 2007–08 e 2009–10
- Supercopa da Alemanha: 2010

Milan
- Serie A: 2010–11
- Supercoppa da Itália: 2011
- Trofeo Luigi Berlusconi: 2011

## Títulos como treinador
Royal Antwerp FC
- Jupiler Pro League: 2022–23
- Copa da Bélgica: 2022–23
- Supercopa da Bélgica: 2023